# Neoperla occipitalis
Neoperla occipitalis és una espècie d'insecte plecòpter pertanyent a la família dels pèrlids.

## Hàbitat
En el seu estadi immadur és aquàtic i viu a l'aigua dolça, mentre que com a adult és terrestre i volador.

## Distribució geogràfica
Es troba a Nord-amèrica: el Canadà (Ontario i Nova Escòcia) i els Estats Units (Alabama, Illinois, Indiana, Kentucky, Maine, Mississipi, Nova York, Ohio, Pennsilvània, Carolina del Sud, Tennessee, Virgínia i Wisconsin).